# Galea flavidens
Galea flavidens é um roedor do gênero Galea e família Caviidae. 
Certos pesquisadores, com base em poucos dados, consideraram Galea flavidens uma espécie à parte. No entanto, outros pesquisadores, com base em pesquisas mais amplas e detalhadas, a consideram sendo apenas uma variação (sinonímia taxonômica) da espécie Galea spixii.
É endêmica do Brasil, onde é conhecida de poucas localidades e associada ao Cerrado Rupestre.